# Joe List
Joseph Albert List (nacido el 6 de abril de 1982) es un comediante y actor estadounidense.

## Biografía
Joseph Albert List nació en Whitman, Massachusetts, el 6 de abril de 1982. Empezó haciendo monólogos cómicos en Boston, Massachusetts en el 2000, poco después de graduarse de la escuela secundaria.

## Carrera
List ha lanzado dos álbumes de comedia stand-up, So Far No Good (2013) y Are You Mad at Me? (2016). Ha aparecido en Conan y The Late Show con David Letterman. En 2015, fue finalista en Last Comic Standing de NBC y grabó un especial de comedia de media hora en Comedy Central.
List ha sido copresentador del podcast semanal Tuesdays with Stories junto con el comediante Mark Normand desde 2013. Más recientemente, también presentó el podcast Mindful Metal Jacket  y el podcast Joe and Raanan Talk Movies con el comediante Raanan Hershberg. También participa regularmente en el podcast de Robert Kelly You Know What Dude. En 2016, realizó una gira por Estados Unidos y Europa como telonero de Louis CK, que incluyó tres actuaciones en el Madison Square Garden. Es un habitual del Comedy Cellar de la ciudad de Nueva York.
List lanzó un especial para The Standups de Netflix en 2018. Su siguiente especial, I Hate Myself, fue producido por él mismo y se estrenó en el canal de YouTube de Comedy Central en agosto de 2020.
En 2022, coescribió (con Louis CK) y protagonizó el Fourth of July una película de comedia dramática dirigida y producida por Louis CK.

## Vida personal
List es un alcohólico en recuperación y esta sobrio desde 2012.
En 2017, List se casó con Sarah Tollemache, una compañera comediante de Kingwood, Texas. Se rostearon entre sí en un episodio de Jeff Ross Presents Roast Battle.

## Discografía
- So Far No Good (2013)
- Are You Mad At Me? (2016)
- I Hate Myself (2020)
- This Year's Material (2022)

## Filmografía
- Fourth of July (2022)